# Isotomodes alexius
Isotomodes alexius är en urinsektsart som beskrevs av Palacios-Vargas och Kovàc 1995. Isotomodes alexius ingår i släktet Isotomodes och familjen Isotomidae. Inga underarter finns listade i Catalogue of Life.